# Dryopteris alejandrei
Dryopteris alejandrei är en träjonväxtart som beskrevs av Pérez Carro och Fern.Areces. Dryopteris alejandrei ingår i släktet Dryopteris och familjen Dryopteridaceae. Inga underarter finns listade.